# Maria Markina

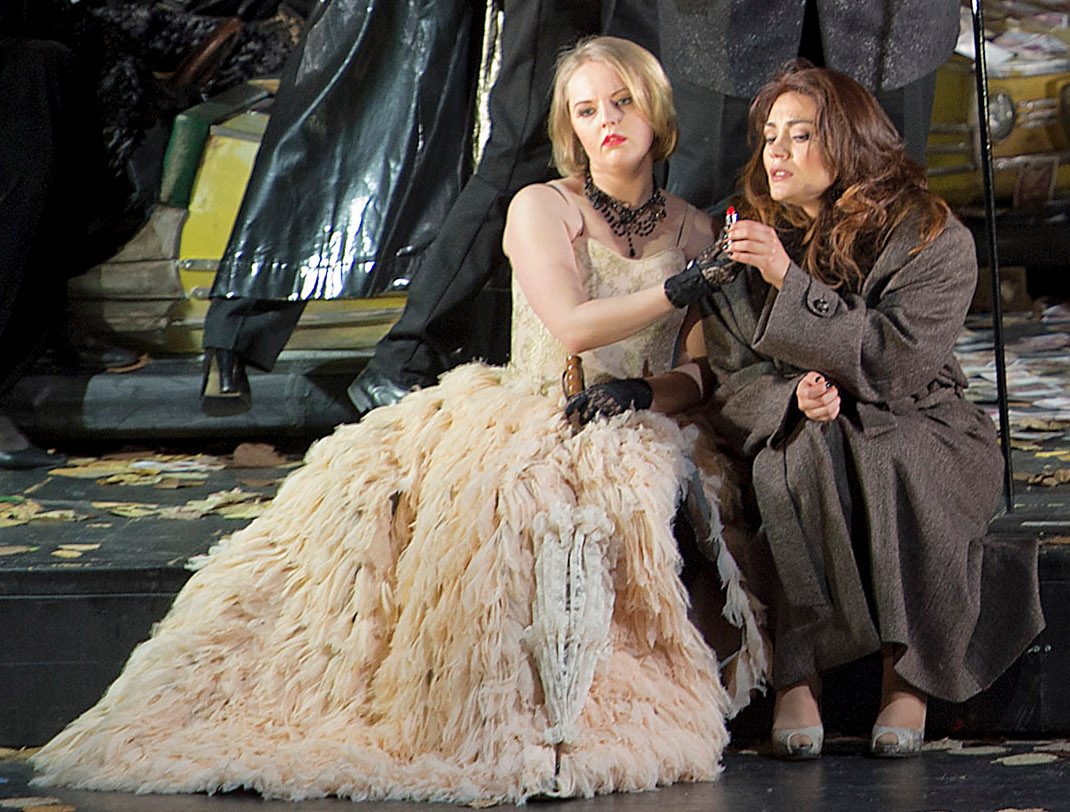
Maria Markina (links) als Flora Bervoix in La traviata an der Hamburgischen Staatsoper (2013)

Maria Markina (russisch Мария Маркина, * 1981 in Moskau) ist eine russische Opernsängerin (Mezzosopran). Sie war nach Stationen in Moskau und Houston von 2009 bis 2015 an der Hamburgischen Staatsoper engagiert und ist seither am Nationaltheater Mannheim tätig.

## Leben
Maria Markina studierte Gesang an der Russischen Akademie für Theaterkunst in Moskau, wo sie 2004 den Abschluss erreichte. Bis 2006 arbeitete sie als Solistin an der Moskauer Neuen Oper.
2006 gewann sie den ersten Preis bei der Eleanor McCollum Competition for Young Singers in Houston, und war anschließend bis 2009 Mitglied des Houston Grand Opera Studio. Zur Spielzeit 2009/2010 wechselte Markina nach Hamburg, wo sie zunächst als Mitglied des Internationalen Opernstudios gefördert wurde. Ab 2010  war sie sodann als Solistin fest an der Hamburgischen Staatsoper engagiert, bis sie im Sommer 2015 an das Nationaltheater Mannheim wechselte. Markina ist mit dem russischen Bildhauer Alexej Markin verheiratet und hat ein Kind.
Zu ihrem Repertoire gehören die Rollen der Bradamante in Alcina und der Diana in Iphigénie en Tauride, die Titelpartie in La Cenerentola, die Lola in Cavalleria rusticana, die Flora Bervoix in La traviata und die Zaida in Il turco in Italia. Dazu kommt das russische Repertoire, unter anderem Olga in Eugen Onegin, Polina in Pique Dame und Dunjascha in der Zarenbraut, und die für eine Mezzosopranistin geläufigen Hosenrollen, darunter Cherubino in Figaros Hochzeit, Hänsel in Hänsel und Gretel und Siebel in Gounods Faust.